# Dasiping (köpinghuvudort i Kina, Liaoning Sheng, lat 41,32, long 124,71)
Dasiping är en köpinghuvudort i Kina. Den ligger i provinsen Liaoning, i den nordöstra delen av landet, omkring 120 kilometer sydost om provinshuvudstaden Shenyang. Antalet invånare är 15 959. Befolkningen består av 7 821 kvinnor och 8 138 män. Barn under 15 år utgör 14,0 %, vuxna 15-64 år 77 %, och äldre över 65 år 8,0 %.
Runt Dasiping är det ganska tätbefolkat, med 52 invånare per kvadratkilometer. Närmaste större samhälle är Balidianzi, 17,1 km sydost om Dasiping. I omgivningarna runt Dasiping växer i huvudsak blandskog.
Genomsnittlig årsnederbörd är 1 236 millimeter. Den regnigaste månaden är juli, med i genomsnitt 341 mm nederbörd, och den torraste är januari, med 10 mm nederbörd.